# Marcel Jouhandeau
Marcel Jouhandeau (ur. 26 lipca 1888 w Guéret, zm. 7 kwietnia 1979 w Rueil-Malmaison) – francuski pisarz.
Ukończył Sorbonę. W latach 1912–1949 pracował w Paryżu jako nauczyciel. Tworzył powieści psychologiczno-obyczajowe o podłożu autobiograficznym. Ważniejsze dzieła: Chaminadour, (t. 1–3 1934–1941), Kroniki małżeńskie (1938, wyd. pol. 1978). Pisał również sztuki teatralne i eseje (autobiograficzne Journaliers, t. 1–28 1961–1983). Współpracował z „La Nouvelle Revue française”.
Napisał kilka antysemickich artykułów, które trafiły do zbioru Żydowskie zagrożenie z 1937 roku. W 1941 roku, na zaproszenie Josepha Goebbelsa, wraz z innymi francuskimi pisarzami uczestniczył w propagandowej wycieczce po III Rzeszy. W następnych latach negatywnie odnosił się do swojego zainteresowania ideologią nazistowską.